# 羅曼 (保加利亞)
羅曼（保加利亞語：Роман，英語：Roman）是保加利亞的城鎮，位於該國西北部，距離首府弗拉察40公里，由弗拉察州負責管轄，面積15.87平方公里，海拔高度149米，受大陸性氣候影響，2010年人口3,180，居民主要信奉東正教。
43°09′N 23°55′E / 43.150°N 23.917°E